# Люди, пов'язані з Кам'янцем-Подільським

## УКам'янці-Подільськомународилися
- Перша половина 16 століття — Ісайя Кам'янчанин, культурно-освітній діяч, письменник і перекладач
- 1580 — Шимон Окольський, хроніст, мемуарист, геральдик
- 1670 — Степанос Рошка, філософ, лексикограф
- 1752 — Юзеф Зайончек, польський і французький генерал
- 1760 — Вінсент Аксамитовський, польський бригадний генерал
- 1771 — Юзеф Ігнацій Аксамитовський, польський військовик, брат Вінсента Аксамитовського
- 1779 — Іван Олександрович Чайковський, лікар
- 1798 — Полікарп (Феодосій Іванович Радкевич), духовний письменник, єпископ Орловський і Севський
- 1802 — Костянтин Володимирович Чевкін, генерал від інфантерії
- 1813 — Сильвестр Сильвестрович Гогоцький, філософ
- 1815 — Олександр Фаустинович Гейсман, економіст
- 1821 — Іустин Іванович Третеський, конструктор, який уперше в світовій практиці розробив проєкт літального апарата з реактивним двигуном
- 1822 — Микола Сильвестрович Гогоцький, історик релігії Поділля
- 1834 — Вікентій Гнатович Смідович, лікар, громадський діяч, батько письменника Вікентія Вересаєва
- 1835 — Каленик Васильович Шейковський, мовознавець, етнограф, видавець
- 1840 — Едмунд Федорович Фаренгольц, лікар
- 1843 — Віра Миколаївна Бальмонт (Лебедєва), мати російського поета Костянтина Бальмонта
- 1845 — Іван Васильович Лучицький, історик
- 1846 — Марія Миколаївна Стоюніна, педагог, громадська діячка
- 1848 — Еразм Корнелійович Шпачинський, математик, фізик, редактор і видавець журналу «Вестник опытной физики и элементарной математики»
- 1849 — Кароль Скібінський, інженер-залізничник, ректор Львівської політехніки (1891—1892)
- 1851 — Лев Осипович Котелянський, письменник
- 1851 — Олександр Костянтинович Михаловський, піаніст, композитор, педагог
- 1853 — Володимир Євгенович Малавський, народник
- 1853 — Семен Ілліч Шохор-Троцький, математик-педагог
- 1853 — Антоніна Доманська — польська письменниця.
- 1854 — Олександр Октавіанович Михальський, геолог
- 1854 — Марія Гаврилівна Савіна, актриса
- 1855 — Йосип Йосипович Котек, скрипаль
- 1857 — Давид Гораційович Гінцбург, сходознавець, письменник, громадський діяч
- 1858 — Антон Федорович Васютинський, художник-медальєр
- 1859 — Костянтин Степанович Лозина-Лозинський, лікар, народник
- 1860 — Борис Осипович Котелянський, лікар, прототип головного героя повісті «Жид» Дмитра Маміна-Сибіряка.
- 1860 — Ян (Іван) Михайлович Грейм, художник
- 1860 — Лазар Григорович Рабинович, гірничий інженер, репресований у «шахтинській справі»
- 1860 — Володимир Іванович Дзюбинський, народоволець, депутат 3-ї і 4-ї Державних дум
- 1861 — Ванда-Цезарина Костянтинівна Войнаровська, діячка польського робітничого руху
- 1861 — Лідія Юріївна Звягіна, оперна співачка (контральто), педагог
- 1861 — Юзеф Калленбах, історик польської літератури
- 1863 — Семен Юхимович Вейсенберг, юрист, громадський діяч
- 1863 — Густав Остапович, генерал-майор
- 1864 — Карл Теодорович Вегнер, ортопед-травматолог
- 1864 — Володимир Миколайович Покровський, архітектор
- 1864 — Леонтій Данилович Синицький, географ
- 1865 — Міхал (Михайло) Ролле, публіцист, прозаїк, історик-аматор
- 1866 — Гнат Павлович Житецький, літературознавець, історик і книгознавець
- 1866 — Антон Іванович Орловський, письменник, драматург, автор статей із садівництва
- 1866 — Євген Данилович Синицький, юрист, педагог
- 1866 — Олександр Олександрович Тулуб, правник, історик
- 1868 — Юлій Йосипович Манасевич, особистий лікар генерала Брусилова, заслужений лікар УРСР
- 1869 — Наталія Іванівна Манасеїна, письменниця
- 1869 — Євгенія Самійлівна Шліхтер, професійна революціонерка
- 1870 — Олександр Олександрович Чехович, військовий юрист, генерал-хорунжий
- 1871 — Мазуренко Марко Єрофійович, генерал-хорунжий Армії УНР[1]
- 1872 — Антон Людвігович Смідович, санітарний лікар
- 1872 — Моріс Фішберг, американський лікар, антрополог
- 1873 — Михайло Митрофанович Гербановський, поет і перекладач
- 1873 — Едмунд Станіславович Седльницький, камерний співак, педагог
- 1875 — Людвіг Іванович Малиновський, лікар
- 1876 — Василь Іванович Яворський, геолог, Герой Соціалістичної Праці
- 1876 — Софія Федорівна Колчак (Омірова), дружина адмірала Олександра Колчака
- 1876 — Микола Іванович Рудницький, командир загону охорони Кремля та Леніна (1918—1921)
- 1877 — Віктор Леонідович Маслянников, живописець
- 1877 — Дора Ізраїлівна Двойрес, професійна революціонерка
- 1878 — Борис Борисович Жерве, теоретик військово-морського мистецтва, військовий історик
- 1878 — Вацлав Коханський, скрипаль, педагог
- 1878 — Віктор Вікторович Носач-Носков, книговидавець, редактор
- 1879 — Іцхак Шнеєрсон, громадський діяч
- 1879 — Михайло Старенький, депутат Сфатул Церій (1917—1918)
- 1880 — Микола Григорович Козицький, державний і партійний діяч
- 1880 — Михайло Іванович Курилко, художник і архітектор
- 1880 — Йосиф Гедалевич Лерер, диригент і композитор
- 1881 — Борис Йосипович Сулковський — полковник Армії УНР.
- 1881 — Ганна Самійлівна Карпова, директор Державного історичного музею в Москві (1940—1962)
- 1885 — Борис Ілліч Збарський, біохімік, Герой Соціалістичної Праці
- 1885 — Зінаїда Сергіївна Рибчинська, драматична актриса і співачка
- 1885 — Лео Сирота, піаніст
- 1885 — Борис Васильович Базилевський, астроном
- 1886 — Осип Майданюк, художник
- 1887 — Валер'ян Петрович Захаржевський, лікар і письменник
- 1888 — Пауль Бурман, естонський художник
- 1888 — Михайло Миколайович Кушелєв, перший голова Кам'янець-Подільської міської Ради робітничих і солдатських депутатів (1917), почесний громадянин Кам'янця-Подільського (1967)
- 1888 — Євген Іванович Солтиський, санітарний статистик
- 1889 — Сергій Степанович Дложевський, археолог і філолог
- 1889 — Володимир Якович Підгаєцький, учений-гігієніст
- 1889 — Мазур-Ляховський Василь Омелянович, військовий старшина Армії Української Держави[2]
- 1889 — Мантуляк Микола Васильович, підполковник Армії УНР[3]
- 1890 — Абрахам (Альберт) Вейнбаум, живописець
- 1890 — Віктор Корецький, художник
- 1891 — Сигізмунд Сигізмундович Клемчинський, римо-католицький священик, репресований радянською владою.
- 1891 — Костянтин Іванович Мазуренко, офіцер російського Білого флоту, автор книги спогадів «На „Славі“ в Ризькій затоці» (Нью-Йорк, 1949)
- 1892 — Ковтун Дмитро Христофорович — підполковник Армії УНР[4]
- 1892 — Богдан Свідерський, геолог
- 1892 — Афанасій Іванович Шелумов, художник-баталіст
- 1894 — Микола Антонович Паскуцький, радянський державний діяч
- 1894 — Володимир Юхимович Січинський, літературознавець, доктор мистецтвознавства
- 1894 — Микола Григорович Чеботарьов, математик
- 1894 — Валер'ян Любомирович Бжезинський, конструктор
- 1894 — Павло Давидович Герман, поет, автор «Авиамарша» («Мы рождены, чтоб сказку сделать былью…»)
- 1894 — Антон Мартинович Грабченко — підполковник Армії УНР
- 1895 — Михайло Іванович Каревич, скрипаль
- 1896 — Григорій Адамович Голованівський-Барський, революціонер
- 1896 — Моріс Збрижер, скрипаль, композитор, диригент
- 1896 — Монкевич Борис Григорович — сотник Армії УНР[5]
- 1896 — Володимир Аполлінарійович Снєжинський, океанограф і гідрометеоролог, педагог
- 1897 — Яків Ілліч Кіндзерявий-Пастухів, священик
- 1898 — Олександр Юрійович Євтухів, військовий і громадський діяч, інженер-економіст, перекладач
- 1898 — Григорій Васильович Курковський, музикознавець
- 1898 — Яків Іванович Ніколів, український громадський діяч у Шанхаю
- 1898 — Марія Михайлівна Пилинська, перекладач, мовознавець
- 1898 — Рейтер Олена Миколаївна, українська громадська діячка у Харбіні (Китай) в 1930—1940-х рр.
- 1898 — Грен Олександр Львович український художник, найвідоміший твір створена картина «Старе місто на Поділлі»
- 1899 — Марія Дунін Піотровська, скульпторка й графікиня
- 1899 — Ісак Борисович Швейцер, художник
- 1899 — Артур Трейсі, співак
- 1900 — Милиця Миколаївна Симашкевич, художник театру й кіно
- 1901 — Рябінкіна Ганна Сергіївна, актриса, грала в Кіровському драматичному театрі
- 1901 — Маргарита Яківна Сенгалевич, письменниця, журналістка
- 1902 — Микола Антонович Чирський, поет, драматург
- 1903 — Станіслав Будін, чеський журналіст, громадський діяч
- 1903 — Леонід Арнольдович Ентеліс, композитор, музикознавець, балетний і оперний критик, педагог
- 1904 — Микола Платонович Бажан, поет, перекладач, державний і громадський діяч
- 1905 — Зінаїда Власівна Вікторжевська, художниця
- 1905 — Вадим Олександрович Дорошенко, мовознавець, перекладач
- 1905 — Стефан Захарович Хмельницький, польський поет-сатирик
- 1906 — Владислав Костянтинович Кобилянський, директор Сухолозького шамотного заводу (1939—1968), кавалер трьох орденів Трудового Червоного Прапора (1943, 1945, 1950)
- 1907 — Володимир Павлович Бєляєв, письменник
- 1907 — Сергій Кирилович Шкурко, краєзнавець
- 1908 — Марія Яківна Мельник, громадська діячка, педагог
- 1909 — Микола Олександрович Кільчевський, учений у галузі механіки й математики
- 1910 — Василь Трохимович Артеменко, графік
- 1910 — Сергій Георгійович Горшков, адмірал флоту Радянського Союзу. Двічі Герой Радянського Союзу (1965, 1982)
- 1910 — Йона Волькович ҐРІ́НБЕРҐ [Архівовано 2 вересня 2017 у Wayback Machine.], фахівець у галузі органічної хімії
- 1911 — Мирослав Никифорович Григоріїв, художник, журналіст
- 1911 — Міхаель Дорфман, рабин, релігійний діяч
- 1913 — Ілля Борисович Збарський, біохімік
- 1913 — Ольга Нилівна Мак, письменниця
- 1913 — Тамара Андріївна Сис, збирач фольклору Поділля
- 1913 — Аполлон Павлович Трембовецький, журналіст, громадський діяч
- 1913 — Анатолій Леонтійович Славін, капітан першого рангу, військово-морський аташе при посольстві СРСР в Англії (1953—1954).
- 1914 — Інна Олександрівна Городецька, художниця
- 1915 — Сергій Павлович Александров, художник театру
- 1916 — Сергій Михайлович Добровольський, заслужений раціоналізатор РРФСР
- 1916 — Олена Валер'янівна Захаржевська, театрознавець
- 1917 — Григорій Федорович Бушок, фізик, доктор педагогічних наук
- 1917 — Павло Данилович Цибульський, письменник
- 1917 — Павло Шефтельович Месіс, астроном
- 1918 — Семен Борисович Грузберг, художник
- 1919 — Мойсей Гораційович Зельдович, літературознавець
- 1920 — Ія Павлівна Мацюк, співачка
- 1921 — Оксана Миколаївна Вікул, балерина
- 1922 — Олександр Смотрич, письменник
- 1923 — Микола Олексійович Писарчук, художник
- 1923 — Микола Петрович Подолян, поет, публіцист
- 1923 — Горимир Горимирович Чорний, учений у галузі механіки, академік АН СРСР
- 1924 — Юхим Йосипович Альперін, письменник, [літературознавець], журналіст
- 1924 — Софія Станіславівна Березанська, археолог, доктор історичних наук (1978), лауреат Державної премії УРСР у галузі науки і техніки (1977)
- 1924 — Олеся (Людмила) Йосипівна Кравець, письменниця, перекладач
- 1925 — Оксана Михайлівна Ашер, філолог, дослідниця творчості Михайла Драй-Хмари
- 1925 — Володимир Галімович Заріпов, кавалер трьох орденів Слави
- 1925 — Борис Романович Ліпман, хоровий диригент, композитор
- 1926 — Герман Олексійович Барановський, лауреат Державної премії СРСР у галузі науки й техніки
- 1926 — Юрій Петрович Фастенко, художник
- 1927 — Фелікс Григорович Аржанов, нафтовик, лауреат Ленінської премії
- 1927 — Нінель Леонідівна Гаркуша, художниця в галузі декоративного мистецтва
- 1927 — Міхаель Занд, ізраїльський учений, фахівець з історії перської і таджицької літератури
- 1927 — Володимир Михайлович Смирнов, перший секретар Кам'янець-Подільського райкому КПУ (1970—1986)
- 1928 — Юрій Іванович Химич, архітектор, графік
- 1929 — Анатолій Якович Аляб'єв, доктор технічних наук
- 1929 — Аполлон Максимович Білоус, кріобіолог, доктор медичних наук
- 1929 — Юрій Миколайович Давидов, філософ, критик, літературознавець
- 1929 — Марк Рувімович Копитман, композитор
- 1929 — Ростислав Георгійович Метельницький, архітектор
- 1930 — Дмитро Євгенович Бабляк, доктор медичних наук
- 1930 — Володимир Михайлович Качур, футболіст, захисник київського «Динамо» (1950—1952)
- 1930 — Артур Опанасович Мак, учений у галузі лазерної фізики, доктор фізико-математичних наук
- 1932 — Генріх Харитонович Бойко, інженер-технолог, лауреат Державної премії СРСР (1981)
- 1932 — Микола Федорович Котляр, історик
- 1932 — Валентин Григорович Ткаченко, письменник
- 1933 — Яким Давидович Левич, художник
- 1933 — Ярослав Михайлович Решетников, геолог, художник
- 1934 — Леонід Захарович Штейн, шахіст, міжнародний гросмейстер
- 1935 — Павло Юхимович Рахшмір, доктор історичних наук, професор
- 1936 — Павло Борисович Рівіліс, композитор
- 1938 — Микола Васильович Іванчук, філософ
- 1938 — Петро Григорович Ясинський, кінорежисер
- 1941 — Людмила Іванівна Поліщук, заслужений вчитель України
- 1941 — Алла Іванівна Буданцева, заслужений працівник освіти України
- 1944 — Володимир Олександрович Капличний, футболіст
- 1944 — Надія Павлівна Соломко, народна майстриня
- 1944 — Борис Іванович Яроцький, заслужений артист України
- близько 1945 — Анатолій Едуардович Левицький, кандидат ветеринарних наук, засновник Київського ветеринарного центру доктора Левицького
- 1946 — Петро Анатолійович Ладиженський, композитор
- 1946 — Віктор Миколайович Лундишев, політик
- 1946 — Яків Євсейович Львович, доктор технічних наук, професор
- 1946 — Анатолій Онисимович Овчарук, політик
- 1946 — Ігор Георгійович Смирнов, український економіко-географ, геологіст, країнознавець, доктор географічних наук, професор
- 1946 — Анатолій Артемович Чорний, заслужений працівник освіти України
- 1947 — Володимир Петрович Булгаков, футболіст
- 1947 — Микола Іванович Свертілов, генерал-полковник, начальник Головного ракетно-артилерійського управління Міністерства оборони Російської Федерації
- 1947 — Олександр Вікторович Калаганов, народний артист Республіки Татарстан (1995)
- 1947 — Юхим Юхимович Юрист, баяніст, композитор, заслужений артист РРФСР
- 1948 — Михайло Йосипович Веллер, письменник
- 1948 — Геннадій Пилипович Курочкін, міністр архітектури та будівництва Республіки Білорусь (1999—2006)
- 1949 — Василь Тимофійович Мак, фізик, доктор фізико-математичних наук, професор
- 1949 — Тамара Миколаївна Плющ, співачка, заслужений працівник культури України
- 1949 — Валентин Йосипович Сморжевський, доктор медичних наук, професор, хірург вищої кваліфікаційної категорії, лауреат Державної премії України
- 1950 — Володимир Хаїмович Бейдер, журналіст
- 1950 — Юрій Володимирович Теплінський, математик, лауреат Державної премії України
- 1951 — Віктор Михайлович Брицин, мовознавець
- 1951 — Людмила Олександрівна Іванова, музикознавець, педагог
- 1953 — Аркадій Семенович Укупник, композитор і співак
- 1953 — Олег Васильович Будзей, журналіст, краєзнавець.
- 1955 — Володимир Петрович Пташник, футбольний тренер
- 1955 — Василь Володимирович Юрчишин, доктор наук із державного управління (2003)
- 1956 — Михайло Юхимович Альперін, джазовий піаніст, композитор, педагог
- 1956 — В'ячеслав Вікторович Грозний, заслужений тренер України
- 1956 — Євген Іванович Голубенко, художник-постановник, сценарист
- 1957 — Ірина Юхимівна Берлянд, психолог
- 1957 — Сергій Ілліч Іванов, графік
- 1957 — Володимир Васильович Кравченко — доктор історичних наук
- 1958 — Микола Петрович Дембицький, військовий історик
- 1958 — Ігор Анатолійович Голубаха, президент туристичної компанії «Гамалія»
- 1958 — Тетяна Миколаївна Зима, художниця монументально-декоративного мистецтва
- 1961 — Леся Іванівна Шавловська, диригент
- 1961 — Оксана Юліївна Безкровна, генетик
- 1962 — Віктор Миколайович Дейсун, художник
- 1962 — Наталія Андріївна Піщук, заслужений вчитель України (2007)
- 1963 — Олександр Ростиславович Горбань, художник, автор сучасного герба Кам'янця-Подільського (1995)
- 1965 — Андрій Дмитрович Вінцерський, музикант
- 1966 — Світлана Павлівна Біла, майстриня художньої кераміки
- 1968 — В'ячеслав Володимирович Станіславський, історик
- 1969 — Олена Станіславівна Аліксійчук, педагог, фольклорист
- 1970 — Юрій Юрійович Юрчик, архієпископ Донецький і Маріупольський
- 1971 — Олександр Анатолійович Антонюк, живописець.
- 1971 — Володимир Вікторович Хижинський, художник, мистецтвознавець
- 1971 — Олег Віленович Демчук, заслужений вчитель України
- 1974 — Андрій Володимирович Бондар, поет
- 1974 — Віталій Миколайович Михайловський, історик
- 1974 — Сергій Хомицький, боксер
- 1975 — Марина Костянтинівна Одольська, співачка
- 1975 — Олександр Семенович Фінкель, шахіст, міжнародний гросмейстер
- 1976 — Світлана Геннадіївна Матвієнко, письменниця
- 1976 — Олег Євгенович Сухарєв, бард
- 1977 — Володимир Іванович Максимчук, український миротворець, який 28 вересня 1997 року загинув у Югославії
- 1979 — Павло Олександрович Нечитайло, лідер гурту «Пропала грамота»
- 1979 — Юлія Олександрівна Табенська, художниця
- 1980 — Андрій Іванович Кланца, лікар-кардіохірург, науковець, доктор наук, Заслужений лікар України (2013)
- 1982 — Іріні Мерлені (Ірина Олексіївна Мельник), олімпійська чемпіонка з вільної боротьби
- 1983 — Оксана Іванівна Почапська, поетеса
- 1987 — Андрій Олександрович Нечитайло, поет
- 1987 — Андрій Володимирович Бондаренко, оперний співак
- 1989 — Сарнавський Євгеній Вікторович, майор (посмертно) Збройних сил України. Учасник російсько-української війни.
- 1996 — Доброшинський Ростислав Русланович, старший солдат Збройних сил України, учасник російсько-української війни.

## У Кам'янці-Подільському навчалися

### Учоловічій гімназії

#### Закінчили
- 1850 — Костянтин Гнатович Гросман (1833 — ?), лікар, громадський діяч, перший голова Ставропольської повітової земської управи в Самарській губернії (1865—1874)
- 1852 — Вільгельм Іванович Фаренгольц, лікар, президент Товариства подільських лікарів
- 1855 (зі срібною медаллю) — Василь Тарасович Собічевський (1838—1913), російський учений у галузі лісівництва
- 1861 — Едмунд Федорович Фаренгольц (1840, Кам'янець-Подільський — 1912, Кам'янець-Подільський), лікар
- 1863 (із золотою медаллю) — Йосип Едуардович Міфле (1845 — ?), лікар
- 1866 — Еразм Корнелійович Шпачинський, математик, фізик, редактор і видавець журналу «Вестник опытной физики и элементарной математики»
- 1870 — Володимир Євгенович Малавський (1853, Кам'янець-Подільський — 1886), український революціонер-народник
- 1871 (із золотою медаллю) — Лев Осипович Котелянський (1851, Кам'янець-Подільський — 1879, Петербург), письменник
- 1871 — Василь Палладійович Курчинський (1855 — ?), фізіолог, екстраординарний професор Київського університету
- 1878 — Михайло Петрович Шебалін (1857—1937, Москва) — член «Народної волі»
- 1884 — Норберт Болеславович Завадський (1862—1945), фізик
- 1884 — Олександр Павлович Шульмінський, громадський діяч
- 1885 — Модест Пилипович Левицький (1866—1932, Луцьк), письменник, публіцист, лікар
- 1887 — Юлій Йосипович Манасевич (1868, Кам'янець-Подільський — 1958, Кам'янець-Подільський), заслужений лікар УРСР (1946)
- 1892 — Антон Людвігович Смідович (1872, Кам'янець-Подільський — 1916), український санітарний лікар і громадський діяч
- 1897 (із срібною медаллю) — Вацлав Коханський (1878, Кам'янець-Подільський — 1939), скрипаль
- 1898 — Людвіг Іванович Малиновський (1875, Кам'янець-Подільський — 1917, Вінниця), лікар
- 1900 (екстерном) — Григорій (Гершко) Йосипович Кваша (1881, Меджибіж — ?), математик, журналіст, перекладач (псевдонім Григорій Оленєв)
- 1903 — Октавій Костянтинович Ланге (1883—1975, Москва), гідрогеолог, доктор геолого-мінералогічних наук (1940)
- 1904 (отримав свідоцтво за вісім класів без давніх мов) — Харитон Михайлович Лебідь-Юрчик, економіст, державний діяч
- 1906 — Сергій Степанович Дложевський (1889, Кам'янець-Подільський — 1930, Одеса), український археолог і філолог
- 1906 — Володимир Петрович Затонський (1888—1938), радянський партійний і державний діяч, академік АН УРСР
- 1906 — Борис Ілліч Збарський (1885, Кам'янець-Подільський — 1954, Москва) — російський біохімік, дійсний член Академії медичних наук СРСР (1944), Герой Соціалістичної Праці (1945)
- 1908 — Євген Іванович Солтиський (1888, Кам'янець-Подільський — 1970) — російський радянський санітарний статистик, професор
- 1909 — Микола Дмитрович Жудін (1891, Бердичів — ?), український учений у галузі інженерних споруд, професор (1958)
- 1909 — Валер'ян Петрович Захаржевський (1887, Кам'янець-Подільський — 1977, Київ), український письменник, кандидат медичних наук (1938)
- 1909 — Єжи (Юрій Чеславович) Нейман (1894, Бендери — 1981, Берклі), польський і американський математик і статистик
- 1910 — Микола Михайлович Любинський (1891—1938), міністр закордонних справ УНР (1918)
- 1910 — Ілля Якович Штаєрман (1891, Могилів-Подільський — 1962, Москва) — український математик і механік, професор (1924), доктор фізико-математичних наук (1930), член-кореспондент АН УРСР (1939)
- 1912 (із золотою медаллю) — Євген Петрович Затонський, інженер
- 1912 (зі срібною медаллю) — Євген Дометійович Онацький (1894, Глухів — 1979) — провідний діяч ОУН, громадський діяч, журналіст, науковець.
- 1912 — Микола Григорович Чеботарьов (1894, Кам'янець-Подільський — 1947, Москва) — український і російський математик, член-кореспондент АН СРСР (1929), заслужений діяч науки РРФСР (1943), засновник Казанської алгебраїчної школи
- 1913 — Костянтин Олександрович Копержинський (1894—1953, Ленінград), літературознавець, фольклорист, етнограф, бібліограф
- 1916 — Олександр Юрійович Євтухів (1898, Кам'янець-Подільський — 1966, Каракас), військовий і громадський діяч, інженер-економіст, перекладач
- 1917 — Михайло Федорович Карачківський (1899 — після 1944), український історик
- 1919 — Микола Захарович Суслопаров (1901—1974, Київ), український бібліограф

#### Навчалися
- 1857—1861 (перейшов у сьомий клас першої Київської гімназії) — Іван Васильович Лучицький (1845, Кам'янець-Подільський — 1918, Київ), історик, член-кореспондент Петербурзької АН (1908)
- 1866—1868 (виключили за читання та обговорення заборонених книг) — Григорій Олександрович Мачтет (1852, Луцьк — 1901, Ялта), письменник
- до 1882 — Аврелій Дрогошевський, польський історик літератури
- 1890—1894 (виключили через «неявку на заняття») — Валер'ян Петрович Тарноградський (1880, Уланів — 1945, Тайшетлаг), поет
- 1902—1906 (вступив до Київської колегії імені Павла Галагана) — Борис Олександрович Ларін (1893, Полтава — 1964, Ленінград), мовознавець, перекладач, член-кореспондент АН УРСР (1945), академік АН Литовської РСР (1949)
- 1911—1913 (далі навчався у Жмеринській гімназії) — Юрій Корнійович Смолич (1900, Умань — 1976, Київ) — український письменник, Герой Соціалістичної Праці (1970)
- …. — …. — Аполло Коженьовський, польський письменник і революційний діяч, батько англійського письменника Джозефа Конрада
- …. — …. — Михайло Іванович Курилко, художник і архітектор

### УМаріїнській жіночій гімназії
- 1896—1901 — Лідія Яківна Липковська (1882—1958, Бейрут), співачка (колоратурне сопрано)
- Ольга Дмитрівна Жудіна (1889, Бердичів — 1961), художниця
- Зінаїда Сергіївна Рибчинська (1885, Кам'янець-Подільський — 1964, Москва), драматична актриса і співачка

### УПодільській духовній семінарії
- Степан Васильович Руданський
- Анатолій Патрикійович Свидницький
- Микола Іванович Яворовський
- Євтим Йосипович Сіцінський
- Микола Дмитрович Леонтович
- Павло Миколайович Бодянський
- Володимир Євтимович Свідзінський
- 1899—1905 — Григорій Костянтинович Голоскевич, мовознавець
- Прокопій Васильович Гордзієвський, священик, український громадський діяч на Зеленому Клині та в Китаю

### Умедичному училищі
- Борис Якович Первомайський
- Семен Семенович Лаврик
- Аполлон Максимович Білоус
- Іван Сергійович Чекман
- Євген Миколайович Панасюк
- Андрій Іванович Кланца

### У будівельному технікумі (ниніколедж будівництва, архітектури та дизайну)
- 1959—1963 — Анатолій Всеволодович Беркута (1945), економіст
- 1961—1966 — Анатолій Онисимович Овчарук (1946, Кам'янець-Подільський), заслужений будівельник України

### В училищі культури

#### Закінчили
- 1958 — Василь Федорович Василашко (1939), поет, заслужений журналіст України
- 1965 — Майя Антонівна Печенюк (1946), співачка, педагог, музикознавець, краєзавець
- 1972 — Іван Михайлович Нетеча (1947), хормейстер, педагог, засновник і директор першої на Подідлі дитячої хорової школи
- 1978 — Олександр Олексійович Царук, актор-лялькар, заслужений артист України
- 1994 — Марина Костянтинівна Одольська (1975), співачка, заслужена артистка України

### у Кам'янець-Подільському силікатному інституті

#### Закінчили
- 1932 — Владислав Костянтинович Кобилянський, інженер-технолог, кавалер трьох орденів Трудового Червоного Прапора (1943, 1945, 1950)
- 193? — Костянтин Кирилович Мірошниченко, заслужений будівельник УРСР, лауреат Ленінської премії

#### Навчалися
- Сергій Михайлович Добровольський, заслужений раціоналізатор РРФСР

### УКам'янець-Подільському університеті

#### Закінчили
- 1953 — Афанасій Миколайович Коляновський, поет
- 1953 і 1962 — Анатолій Володимирович Сваричевський, літературознавець
- 1959 — Микола Маркович Роженко (1936), доктор філософських наук
- 1959 — Ігор Євдокимович Турчин (1936—1993), тренер
- 1960 — Іван Миколайович Вишневський (1938), фізик
- 1960 — Євгенія Михайлівна Любомська (1929), педагог, Герой Соціалістичної Праці
- 1962 — Дмитро Іванович Мартинюк (1940—1996), доктор фізико-математичних наук
- 1963 — Володимир Іванович Качуровський (1941), заслужений учитель школи РРФСР (1980)
- 1965 — Олександр Олександрович Климчук (1942), письменник
- 1965 — Ростислав Романович Кондратюк (1938), астроном, лауреат Державної премії України в галузі науки і техніки (2003)
- 1965 — Олег Петрович Федоров (1942), живописець
- 1966 — Ніла Йосипівна Волошина (1940), доктор педагогічних наук
- 1967 — Віктор Степанович Прокопчук (1944), кандидат історичних наук, краєзнавець
- 1968 — Лев Васильович Баженов (1946), доктор історичних наук
- 1968 — Стефанія Едуардівна Баженова (1947), історик, краєзнавець
- 1968 — Віталій Васильович Нечитайло (1941), історик, поет
- 1969 — Анатолій Йосипович Ненцінський (1944), поет
- 1969 — Валерій Степанович Степанков (1947), доктор історичних наук
- 1969 — Василь Павлович Цілий (1939), поет
- 1970 — Зоя Олексіївна Кучерява (1949), поетеса
- 1970 — Валерій Андрійович Смолій (1950), доктор історичних наук
- 1972 — Віталій Петрович Бабляк (1951), журналіст, краєзнавець
- 1972 — Геннадій Васильович Бондаренко (1946), історик, краєзнавець
- 1972 — Руслан Михайлович Постоловський (1951), історик
- 1973 — Олександр Петрович Григоренко (1948), доктор історичних наук
- 1974 — Олег Васильович Будзей (1953, Кам'янець-Подільський), журналіст, краєзнавець
- 1974 — Іван Павлович Іов (1948—2001), поет
- 1974 — Ірина Михайлівна Предборська (1952, Проскурів), доктор філософських наук
- 1976 — Іван Петрович Прокоф'єв (1955), поет, літературознавець
- 1977 — Петро Іванович Довгошия (1956), заслужений журналіст України
- 1977 — Микола Борисович Петров (1952—2008), історик, археолог, краєзнавець
- 1977 — Володимир Дмитрович Собчук (1956), історик, краєзнавець
- 1978 — Єфрем Олександрович Гасай (1938), історик, краєзнавець, публіцист
- 1978 — Каденюк Олександр Степанович (1957), історик, педагог.
- 1980 — Борис Ісакович Шпігель (1953, Проскурів), підприємець
- 1981 — Василь Іванович Горбатюк (1956), письменник
- 1983 — Олексій Володимирович Мельник (1961), тренер, заслужений працівник фізичної культури та спорту України
- 1985 — Михайло Петрович Сохацький (1959, Більче-Золоте), археолог, краєзнавець, Заслужений працівник культури України
- 1988 (заочно) — Лев Васильович Бірюк, український політик, народний депутат України четвертого, п'ятого та шостого скликань
- 1989 — Микола Васильович Лазарович, кандидат історичних наук, дослідник історії УСС
- 1995 — Павло Павлович Гай-Нижник (1971, Дунаївці), доктор історичних наук, поет
- 1995 — Олексій Миколайович Кошель (1973), політолог, журналіст, історик, поет
- 1999 — Геннадій Григорович Білодід (1977, Київ), дзюдоїст, майстер спорту міжнародного класу (1996)
- 200. — Іванна Іванівна Василевська (1980), українська письменниця

#### Навчалися
- 1919 (вільний слухач) — Михайло Леонтійович Боровський (1891—1989), фахівець у галузі бджільництва й садівництва
- Іван Іванович Сварник, байкар
- 1968—1969 — Микола Андрійович Горбаль (1941), поет
- 1972—1973 — Ярослав Іванович Павуляк (1948), поет
- 1973—1974 — Павло Миколайович Гірник (1956, Хмельницький), поет
- 1991—1994 — Андрій Володимирович Бондар (1974, Кам'янець-Подільський), поет

### У ПДАТУ

#### Закінчили
- 1985 — Сенищ Павло Миколайович, заслужений економіст України

## У Кам'янці-Подільському працювали, служили

### Коменданти Кам'янець-Подільської фортеці
- 1768—1785 — Ян де Вітте
- 1786—1789 — Йосип де Вітте
- 1793—1796 — Антоній Злотницький
- 1800—1801 — Євграф Федотович Комаровський

### Подільські губернатори
- 1915—1917 — Олександр Петрович М'якінін

### Архітектори
- Анкудінов Олександр Григорович
- Баллог Мойсей Йосипович
- Введенський Костянтин Олександрович
- Жайворонков Віктор Григорович
- Калашников Іван Петрович
- Карчевський Микола Федорович
- Кулаковський Микола Онуфрійович
- Миквиць Едмунд
- Орєхов Дмитро Васильович
- Освальд Дмитро Миколайович
- Островський Антон Автономович
- Перніц Олександр Володимирович
- Песке Олександр Іванович
- Роман Гаврило
- Сазонов Василь Васильович
- Станзані Людвік Вікентійович
- Трубніков Іван Доремідонтович
- Учта Симеон

### У театрі
- Нєжний Ігор Володимирович

### Перебували в Кам'янці-Подільському на військовій службі
- 1815 — Костянтин Миколайович Батюшков, російський поет
- 1815—1816 — Володимир Федосійович Раєвський (1795—1872), російський поет, публіцист, декабрист
- 1831 — Даль Володимир Іванович — 1829—1832 служив військовим лікарем. 1831 під час боротьби з епідемією холери в Кам'янці-Подільському завідував першим районом міста (призначено 24 січня 1831). Враження від перебування в Кам'янці-Подільському знайшли відображення в повісті «Подолянка». Записував легенди, зокрема в с. Чорнокозинці.
- до 1910 — Платон Артемович Бажан, військовий топограф, батько поета Миколи Бажана
- 1917 — Карапет Варданович Ахназарян (1894—1980) — генерал-майор артилерії (1944)
- 1998 — Мельницький Василь Іванович —  генерал-майор Інженерних військ. Начальник військово-інженерного інституту при ПДАТА

### Міські голови
- 1990—1994 — Михайло Дмитрович Аносов
- 1994—1997 — Анатолій Іванович Кучер
- 1997—2008 — Олександр Володимирович Мазурчак
- 2008—2010 — Анатолій Макарович Нестерук
- 2010—2020 — Михайло Євстафійович Сімашкевич
- від 2020 — Михайло Володимирович Посітко

### У навчальних закладах
- Стрілець Ольга Олександрівна, кандидат філологічних наук, поетеса

### Кавалери трьох орденів Слави
- Володимир Галімович Заріпов
- Петро Опанасович Фарін

## У Кам'янці-Подільському перебували в ув'язненні
- Устим Якимович Кармалюк, керівник повстанського руху на Поділлі
- 1933 — Теодосій Степанович Осьмачка, письменник
- 1939 — Борис Семенович Курліков, художник

## У Кам'янці-Подільському знімали кіно
- 1938 — Олександр Петрович Довженко — кінофільм «Щорс»
- 1955 — Олександр Олександрович Алов і Володимир Наумович Наумов — кінофільм «Тривожна молодість»
- 1966 — Олександр Якович Аскольдов — кінофільм «Комісар»
- 1983 — Михайло Миколайович Пташук — телефільм «Чорний замок Ольшанський» (за однойменним романом Володимира Короткевича)
- 1994 — Олег Іванович Бійма — телесеріал «Острів любові»
- 2003 — Володимир Львович Машков — кінофільм «Тато»
- 2007 — Володимир Володимирович Бортко — кінофільм «Тарас Бульба»

## Кам'янець-Подільський малювали
- Павло Гаврилович Волокидін (1877—1936) — етюд (1930)
- Віктор Володимирович Бабенцов (1921) — «Т. Г. Шевченко в Кам'янці-Подільському» (1964)
- Василь Миколайович Батюшков (1894—1981) — акварелі з циклу «Пам'ятні місця поета Костянтина Батюшкова» (1972)

### Учасники пленерів
- Микола Олександрович Бондар
- Леонтій Назарович Гринюк

## Персональні виставки художників
- 1968 — Семен Борисович Грузберг
- 1970 — Тетяна Нилівна Яблонська
- 1979 — Михайло Омелянович Андрійчук
- 2008 — Борис Семенович Курліков

## Брали участь у визволенні Кам'янця-Подільського (1944 рік)
- Петро Іванович Барабанов, Герой Радянського Союзу
- Євген Іванович Безсонов, полковник, автор книги мемуарів «Танковий десант»
- Євтихій Омелянович Бєлов, Герой Радянського Союзу
- Юрій Васильович Бондарєв, письменник
- Василь Дмитрович Дементьєв, історик
- Юрій Вікторович Дементьєв, оперний співак
- Євмен Михайлович Доломан, письменник
- Дмитро Данилович Лелюшенко, генерал армії
- Михайло Давидович Львов, поет
- Михайло Якович Радугін, Герой Радянського Союзу
- Яків Лазарович Рєзнік, письменник
- Михайло Семенович Смирнов, полковник, командир бригади
- Михайло Іванович Стрекалов (31 грудня 1910 — 20 січня 1945, Польща) — токар, батько космонавта Геннадія Стрекалова. Навіки зараховано в списки 79-ї гвардійської танкової дивізії.
- Олександр Кирилович Ушаков, Герой Радянського Союзу
- Яків Давидович Хардіков, Герой Радянського Союзу
- Віктор Юхимович Цигаль, художник

## У Кам'янці-Подільському померли
- 1672 — Юрій Володийовський, захисник Кам'янець-Подільської фортеці
- 1785 — Ян де Вітте, військовий інженер, архітектор
- 1845 — Вавжинець Марчинський, подільський історик, географ, краєзнавець, церковний діяч, педагог
- 1858 — Казімеж Міхал Скібінський, актор, співак, режисер, директор театру
- 1886 — Ян Михайлович Грейм, художник
- 1891 — Мойсей Захарович Доронович, краєзнавець Поділля, священик
- 1894 — Антоній-Йосиф Ролле, історик, лікар
- 1910 — Микола Сильвестрович Гогоцький, краєзнавець, історик релігії Поділля
- 1911 — Михайло Йосипович Грейм, художник-фотограф, нумізмат
- 1912 — Едмунд Федорович Фаренгольц, лікар
- 1916 — Віссаріон Віссаріонович Карандєєв, мінералог і кристалограф
- 1917 — Еммануїл Костянтинович Блавздевич, хірург
- 1919 — Андрій Григорович В'язлов, громадський і політичний діяч, юрист
- 1919 — Дмитро Антонович Одрина, громадський, політичний і державний діяч, міністр народного здоров'я (1919)
- 1919 — Поджіо Олександр Михайлович, генерал-майор, начальник 5-ї Української дивізії 2-го Січового Запорізького корпусу військ Центральної Ради
- 1920 — Кандиба Грицько Ількович, підполковник Армії УНР
- 1923 — Олександр Андріанович Аленич, астроном
- 1927 — Тадей Вікторович Рутковський, актор, драматург, театральний діяч
- 1937 — Тадей Денисович Ганицький, скрипаль, педагог, диригент, композитор
- 1937 — Юхим Йосипович Сіцінський, історик, археолог і культурно-громадський діяч Поділля, православний священик
- 1941 — Ян Боярчак, римо-католицький духовний діяч
- 1942 — Микола Чирський, поет, драматург
- 1974 — Микита Павлович Годованець, байкар
- 1977 — Юхим Йосипович Альперін, письменник, журналіст
- 1983 — Олександр Львович Грен, художник
- 1985 — Микола Федорович Тищук, байкар
- 1985 — Леонід Антонович Коваленко, доктор історичних наук (1965), професор (1966)
- 1986 — Петро Фролович Лаптін, історик, професор
- 1987 — Віктор Іванович Тищенко, літературознавець, доктор філологічних наук, професор
- 1992 — Дмитро Іванович Брик, художник, педагог, автор радянського герба Кам'янця-Подільського
- 1993 — Павло Артемович Фараонов, громадський діяч, ентузіаст і організатор клубної та бібліотечної роботи
- 1995 — Юрій Михайлович Тарасов, доктор історичних наук
- 2008 — Михайло Іванович Юрченко, Герой Радянського Союзу
- 2009 — Йосип Тимофійович Сівйолов, Герой Соціалістичної Праці
- 2013 — Іван Васильович Покотило, поет, журналіст

## У Кам'янці-Подільському поховані
- 1944 — Сергій Терентійович Васильєв, генерал-майор інтендантської служби (загинув у Городенці)
- 1984 — Каленик Іванович Геренчук, географ, геоморфолог, ландшафтознавець (помер у Львові)